# Tjörbu
Tjörbu är dialekten på Tjörn och de omkringliggande öarna. Liksom många andra dialekter har bruket av Tjörbu minskat.
Tjörbu är en omisskännlig gren av bohuslänskan. I tjörndialekten uttalas ofta i-ljuden och sk-ljuden annorlunda (i-ljud blir ofta vassa "ij-ljud" och sk-ljud uttalas oftast som ett hårt "k"). Första stavelsen i "Skärhamn" uttalas inte med sj-ljud, utan med "S" följt av ett hårt "k", därefter "-ärrhamn", och ofta försvinner det sista n:et, så att det blir "Skärrhamm": Andra skillnader i uttal är att "t" ofta blir "d", "o" uttalas ibland som "u" och tvärtom "u" uttalas ibland som "o". Sj-ljud uttalas som det främre sj-ljudet, dvs liknandet det  i engelskans "she", eller ibland som "sk". Ord som slutar på "k" blir "g".[källa behövs]

## Källhänvisningar
1. ↑  Lekholm, Kalle (3 maj 2022). ”Tjörnbon Kenneth om sin dialekt: "Jag pratar så folk inte begriper vad jag säger"”. Sveriges Radio. https://sverigesradio.se/artikel/tjornbon-kenneth-om-sin-dialekt-jag-pratar-sa-folk-inte-begriper-vad-jag-sager. Läst 29 november 2022.
2. ↑  Olsson, Britt-Inger. ”Tjörn-dialekten tjörbu | Tjörns Hembygdsförening”. http://www.tjornshembygdsforening.se/tjorn-dialekten-tjorbu/. Läst 29 november 2022.